# Мийкър
Мийкър (на английски: Meeker) е град в окръг Рио Бланко, щата Колорадо, САЩ. Мийкър е с население от 2242 жители (2000) и обща площ от 7,5 km². Намира се на 1902 m надморска височина. ЗИП кодът му е 81641, а телефонният му код е 970.